# Akwarele (zespół muzyczny)
Akwarele – polski zespół wokalno-instrumentalny. Pierwszy samodzielny zespół Czesława Niemena.

## Historia
Zespół powstał w październiku 1966 roku w wyniku kooperacji wokalisty z byłymi muzykami zespołu Chochoły. W skład zespołu wchodzili: Czesław Niemen (śpiew), Tomasz Jaśkiewicz (gitara), Marian Zimiński (organy), Marek Brodowski (gitara basowa) i Tomasz Butowtt (perkusja). Po pewnym czasie miejsce Marka Brodowskiego zajął Paweł Brodowski, ponieważ M. Brodowski przeszedł do grupy Czterech, z której odszedł P. Brodowski. W ostatnim składzie Akwarel grali basiści: Janusz Zieliński, a następnie Tadeusz Gogosz.
W lutym 1967 roku Czesław Niemen z zespołem dokonał nagrań dla Studia Rytm. Latem 1967 r. skład formacji powiększono o sekcję instrumentów dętych, którą tworzyli: Piotr Nadolski (trąbka), Zbigniew Sztyc (eks-Szwagry; saksofon tenorowy) i Andrzej Dorawa (eks-Flamingo i Big Band Jana Tomaszewskiego; puzon). We wrześniu w miejsce Nadolskiego dokooptował Ryszard Podgórski (eks-Flamingo i Big Band Jana Tomaszewskiego), w październiku odszedł Brodowski, zaś Dorawa na początku roku 1968 przeszedł do Bizonów. W tym samym roku Niemen i Akwarele wystąpili w filmie Sukces (reż. Marek Piwowski). 
Zespół nagrał trzy longplaye: Dziwny jest ten świat, Sukces i Czy mnie jeszcze pamiętasz?, wydane przez Muzę (reedycja CD Digiton) oraz CD Niemen od początku: Dziwny jest ten świat (Muza 1996), CD Niemen od początku: Sukces (Muza 1997), CD Niemen od początku: Czy mnie jeszcze pamiętasz? (Muza 1997). 
Akwarele towarzyszyły Czesławowi Niemenowi we wszystkich nagraniach, trasach koncertowych oraz festiwalach w kraju i za granicą, m.in. w Montreux (Szwajcaria) i na MIDEM w Cannes (Francja). Lider rozwiązał zespół w sierpniu 1969 roku.

## Dyskografia
Albumy
- Dziwny jest ten świat (1967)
- Sukces  (1968)
- Czy mnie jeszcze pamiętasz?  (1969)